# L'Heure Simenon
 (février 2023).
Si vous disposez d'ouvrages ou d'articles de référence ou si vous connaissez des sites web de qualité traitant du thème abordé ici, merci de compléter l'article en donnant les références utiles à sa vérifiabilité et en les liant à la section « Notes et références ».
Pour les articles homonymes, voir Simenon (homonymie).
L'Heure Simenon est une série télévisée en coproduction franco-germano-helvético-austro-néerlandaise en 13 épisodes de 52 minutes, créée par Pierre Grimblat d'après les romans de Georges Simenon, et diffusée en France entre le 18 février 1987 et le 6 août 1988 sur TF1.

## Synopsis
Cette série est une anthologie de treize histoires policières inspirées de l'œuvre de Georges Simenon.

## Distribution
De nombreux acteurs ont fait partie de la distribution de cette série, parmi lesquels : Juliet Berto, Xavier Deluc, Anouk Ferjac, Catherine Frot, Geneviève Fontanel, Ginette Garcin, Mathilda May, Dominique Paturel, Caroline Silhol, Jean-Pierre Bisson, Serge Martina, Marlies van Alcmaer, Hannelore Elsner, Armin Mueller-Stahl, etc.

## Épisodes
1. Le Temps d'Anaïs
2. Cour d'assises
3. Strip-tease
4. Les Demoiselles de Concarneau
5. Le Fils Cardinaud
6. Le Rapport du gendarme
7. Un nouveau dans la ville
8. L'Homme de Londres
9. Le Riche Homme
10. La Maison du canal
11. La Mort d'Auguste
12. La Fenêtre des Rouets
13. Les Volets verts